# Ady Cresso
Adrienne Amélie Cresson dite Ady Cresso née le 10 septembre 1899 dans le 19e arrondissement de Paris et morte le 8 janvier 1971 à Boulogne-Billancourt, est une actrice française de l'entre-deux-guerres.

## Biographie
En dehors de ses rôles au théâtre à partir de 1923 et au cinéma dès 1925, on sait peu de choses d'Ady Cresso. Son nom apparaît pour la première fois dans la presse en mars 1923 à l'occasion de la première de la revue En pleine folie aux Folies-Bergère dont les représentations se succéderont sur plus d'une année jusqu'en mai 1924.
C'est sans doute dans cette revue où elle apparaissait parmi "les plus belles filles de France" aux côtés, notamment, de Roberte Cusey future Miss France 1927, qu'elle est repérée par des metteurs en scène de théâtre et de cinéma. S'ensuivra une carrière de plus de dix années à monter sur les scènes et les plateaux qui s'interrompra à la fin de 1933 avec la pièce Boudu sauvé des eaux représentée le 4 septembre au théâtre des Mathurins et le film Une Vie perdue sorti sur les écrans le 28 septembre suivant. On perd définitivement sa trace à partir de cette dernière date. Elle avait alors 34 ans.

## Théâtre
- 1923 : En pleine folie, revue à grand spectacle en 2 actes et 40 tableaux de Louis Lemarchand, aux Folies-Bergère (5 mars) : l'Amazone[3]
- 1925 : Bille d'amour, comédie en 3 actes de Lucien Boisyvon, aux Bouffes-du-Nord (31 décembre)
- 1929 : Mon Prince chéri, opérette de Lucien Boisyvon, musique d'André Mauprey, aux Bouffes-du-Nord (4 octobre) : Émilie[4]
- 1930 : Six filles à marier, opérette en 3 actes et 4 tableaux de Jean Guitton, musique de Raoul Moretti, à la Scala (novembre) : Carmen Azoff[5]
- 1932 : Le Mari ingénu, pièce en 3 actes de Maxime Léry, au théâtre Moncey (24 juin)
- 1932 : Miracle à Verdun, pièce en 3 actes et 16 tableaux de Hans Schlumberg, adaptation française de Jean Chérain, au Théâtre d'Action International (13 octobre)[6]
- 1932 : Acide prussique, pièce en 3 actes et 4 tableaux de Friedrich Wolf, adaptation française de Lucien Martin, au Théâtre d'Action International (29 novembre)[7]
- 1933 : Boudu sauvé des eaux, comédie en 4 actes de René Fauchois, au théâtre des Mathurins (4 septembre)

## Filmographie
- 1925 : Le Mariage de Rosine de Pierre Colombier : Fanny Desroses
- 1925 : Destinée d'Henry Roussel : Joséphine de Beauharnais
- 1926 : Le Chemineau de Georges Monca et Maurice Kéroul : Catherine
- 1928 : Madame Récamier de Tony Lekain et Gaston Ravel : Joséphine Bonaparte
- 1929 : Dolly / Petite fille[8], de Pierre Colombier : Marianne Champigny[9]
- 1929 : Le Collier de la reine de Gaston Ravel et Tony Lekain : Élisabeth Vigée Le Brun
- 1932 : La Dame de chez Maxim's d'Alexandre Korda : Mme Virette
- 1933 : Une vie perdue de Raymond Rouleau et Alexandre Esway : Marie-France[10]